# Турнеја Британских и Ирских Лавова по Аустралији 1989.
Турнеја Британских и Ирских Лавова по Аустралији 1989. (службени назив: 1989 British and Irish Lions tour to Australia) је била турнеја острвског рагби дрим тима по Аустралији 1989. Лавови су победили "Валабисе" у серији са 2-1 у победама. Ово је била прва самостална турнеја Лајонса по Аустралији. У прошлости су Лајонси турнеје по Аустралији, уједно користили и за мечеве против Ол блекса, овога пута играли су само против Валабиса. Лајонси су направили подвиг, јер су успели да направе преокрет у серији и после пораза у првом тест мечу забележе две победе.

## Тим
Стручни штаб
Главни тренер Сер Ијан Макгикан
Играчи
'Меле'
- Пол Акфрод, Енглеска
- Финли Калдер, Шкотска
- Герет Чилкот, Енглеска
- Вејд Доли, Енглеска
- Мајк Грифитс, Велс
- Џон Џефри, Шкотска
- Донал Леинан, Ирска
- Брајан Мор, Енглеска
- Боб Норстер, Велс
- Дин Ричардс, Енглеска
- Енди Робинсон, Енглеска
- Стив Смит, Ирска
- Дејвид Сол, Шкотска
- Мајк Тиг, Енглеска
- Дерек Вајт, Шкотска
- Деј Јанг, Велс

'Бекови'
- Роб Ендру, Инглеска
- Гери Амрстронг, Шкотска
- Крег Челмерс, Шкотска
- Тони Клемент, Велс
- Пол Дин, Ирска
- Џон Деверу, Велс
- Питер Додс, Шкотска
- Ијан Еванс, Велс
- Џереми Гаскет, Енглеска
- Мајк Хал, Велс
- Гејвин Хејстингс, Шкотска
- Скот Хејстингс, Шкотска
- Мако Вунипола, Енглеска
- Роберт Џонс, Велс
- Брендан Мулин, Ирска
- Крис Оти, Енглеска
- Вил Карлинг, Енглеска
- Рори Андервуд, Енглеска

## Утакмице
Лавови - Вестерн Аустралија 44-0
Аустралија Б - Лавови 8-23
Квинсленд - Лавови 15-19
Квинсленд Б - Лавови 6-30
Нови јужни Велс - Лавови 21-23
Нови јужни Велс Б - Лавови 19-39
Аустралија - Лавови 12-30
АЦТ - Лавови 25-41
Аустралија - Лавови 12-19
Аустралија - Лавови 18-19
НСВ Каунтри - Лавови 13-72
Анзак 15 - Лавови 15-19
| Победник турнеје 1989.   |
| ------------------------ |
| Британски и ирски лавови |

## Статистика
Највише поена против Аустралије
- Гејвин Хестингс 28 поена